# Withuis (gehucht)
Withuis (Limburgs: ´t Wiethoês) is een gehucht in de Nederlands-Limburgse gemeente Eijsden-Margraten, aan de grens met België vlak bij Wezet. Het gehucht heeft ongeveer 65 inwoners.

## Ligging
Withuis is een van de zuidelijkst gelegen plaatsen van Nederland. Het gehucht ligt langs de snelweg A2 en bestaat uit twee straten: de oude Rijksweg en een doodlopende zijstraat. Withuis grenst in het zuiden aan het Belgische dorp Moelingen en in het noorden aan Eijsden. Aan de Belgische kant van de grens bevinden zich een aantal huizen, die in feite deel uitmaken van het gehucht. Deze huizen behoorden tot 1977 tot de gemeente Moelingen en sindsdien tot de gemeente Voeren.
Door Withuis loopt het riviertje de Voer.

## Geschiedenis
Enkele (opmerkelijke) historische feiten:
- Op 10 november 1918 is de Duitse keizer Wilhelm II via deze grenspost naar Nederland gevlucht.
- Tot 1992 was hier een druk douanekantoor gevestigd, maar dat is gesloten sinds de opheffing van de grenscontroles. Er is nabij de grensovergang een monument opgericht ter herinnering van deze voormalige grensovergang.
- Tot 31 december 2010 maakte het gehucht deel uit van de gemeente Eijsden.

## Verkeer en vervoer
Withuis was aangesloten op het ov-netwerk van Veolia Transport Limburg. Met de buslijn kon men naar Wezet alsmede Mesch, Eijsden en Maastricht reizen. Buslijn 6 reed van 's morgens vroeg tot 's avonds laat. In de dienstregeling 2011 werd op de rustige uren een 8-persoonsbusje ingezet in plaats van een standaardbus.
Wegens de heropening van station Eijsden langs de spoorlijn Luik - Maastricht in december 2011, werd het aantal buslijnen in de oude gemeente Eijsden ingekrompen. Zodoende had Withuis enkel in de weekends, vakanties en gedurende de avonduren een busverbinding met België. Met ingang van 8 april 2012, de ingangsdatum van de concessie Zuid-Limburg 2012, is de verbinding met Wezet geheel opgeheven. De verbinding met Eijsden en Maastricht is in 2016 opgeheven.

## Galerij

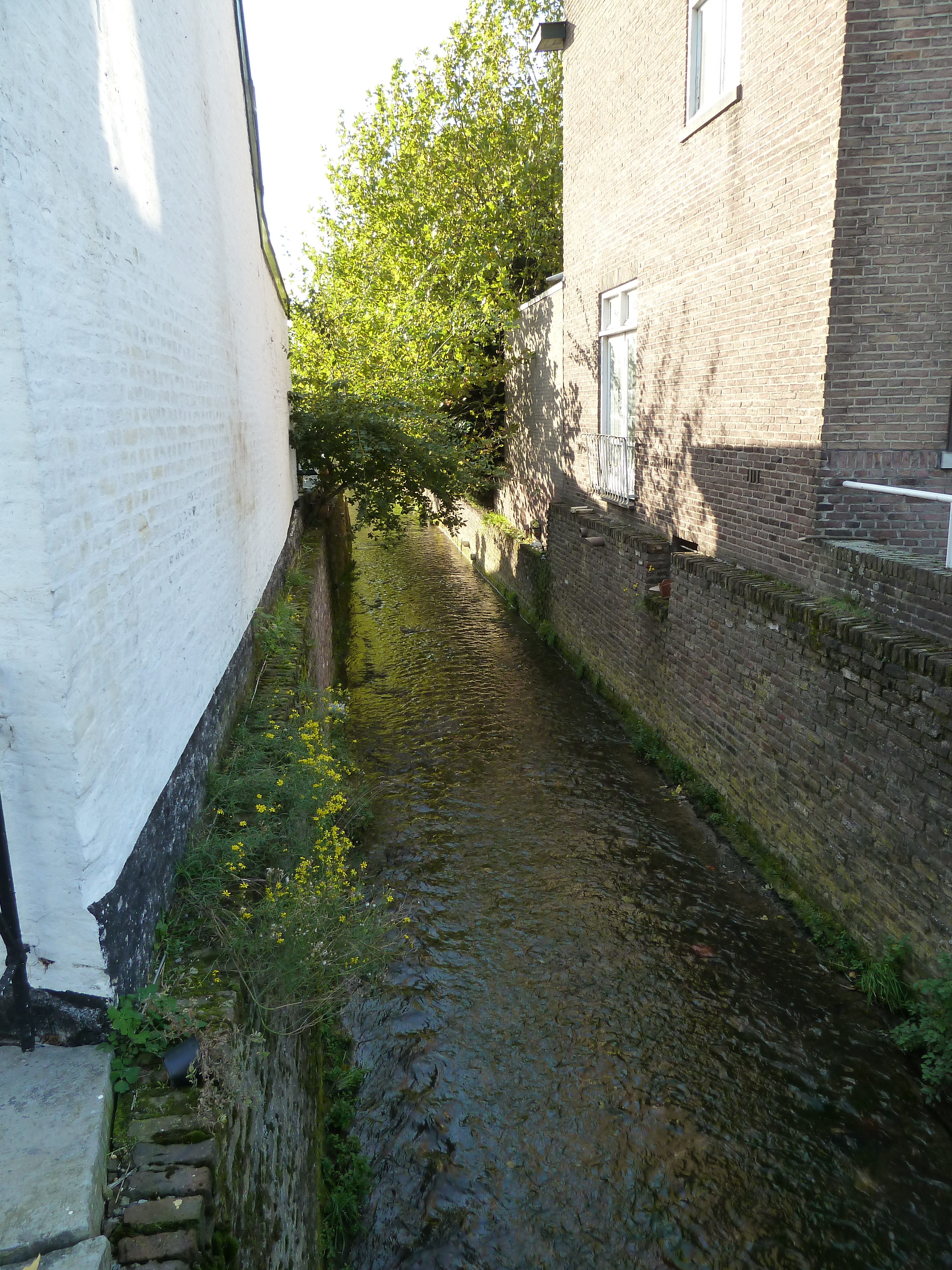
De Voer
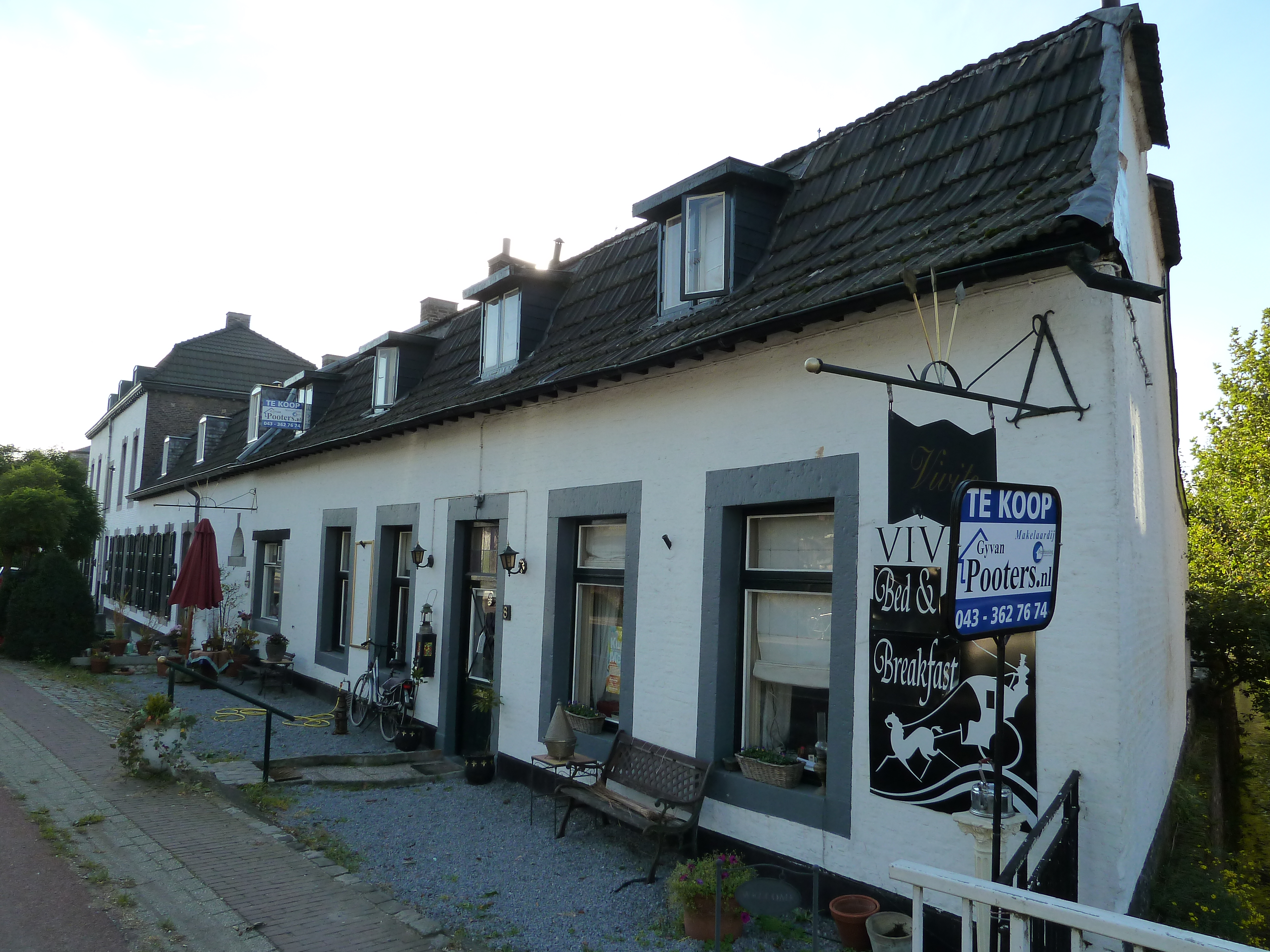
Rijksweg 8
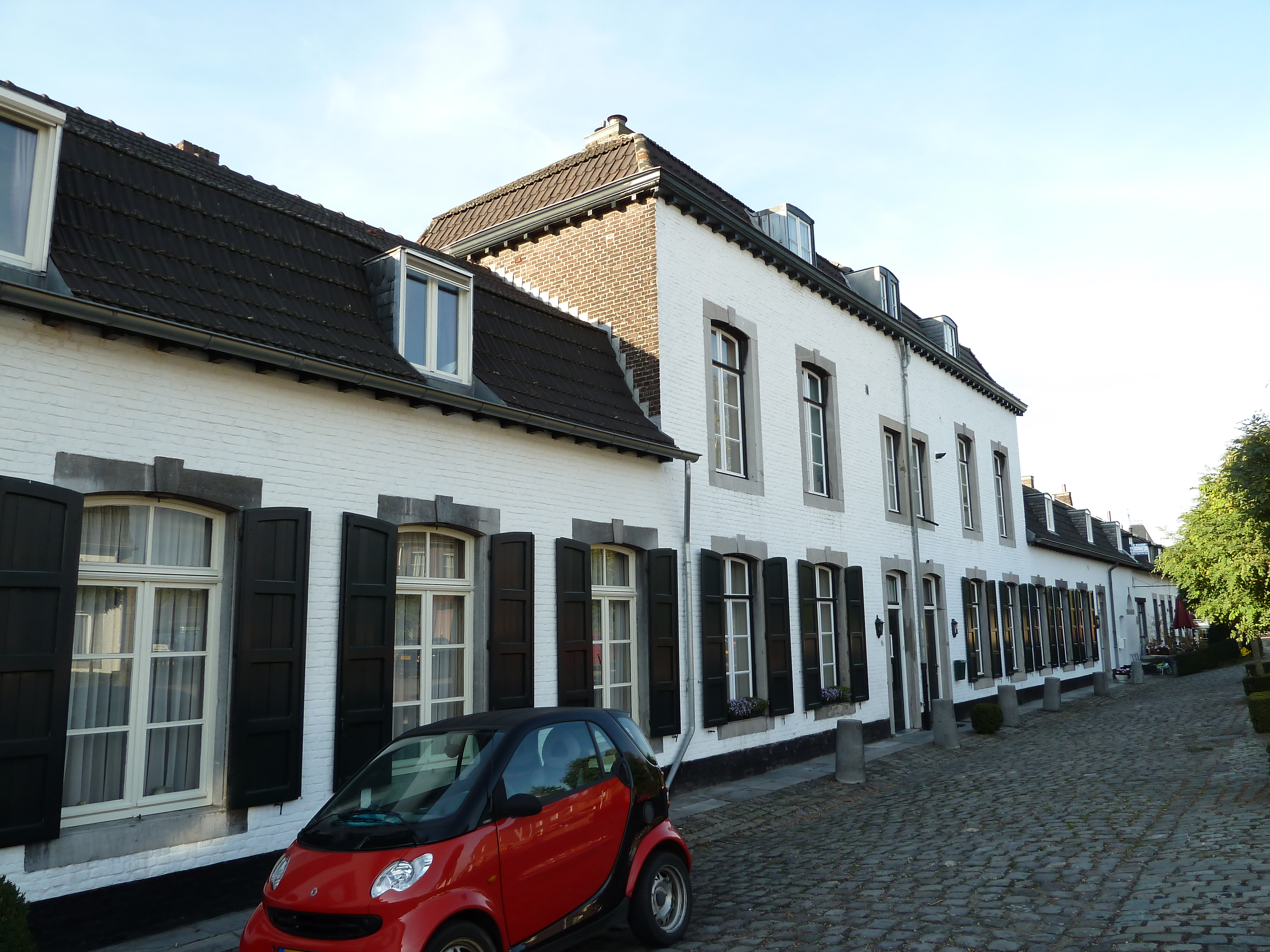
Rijksweg 16-10
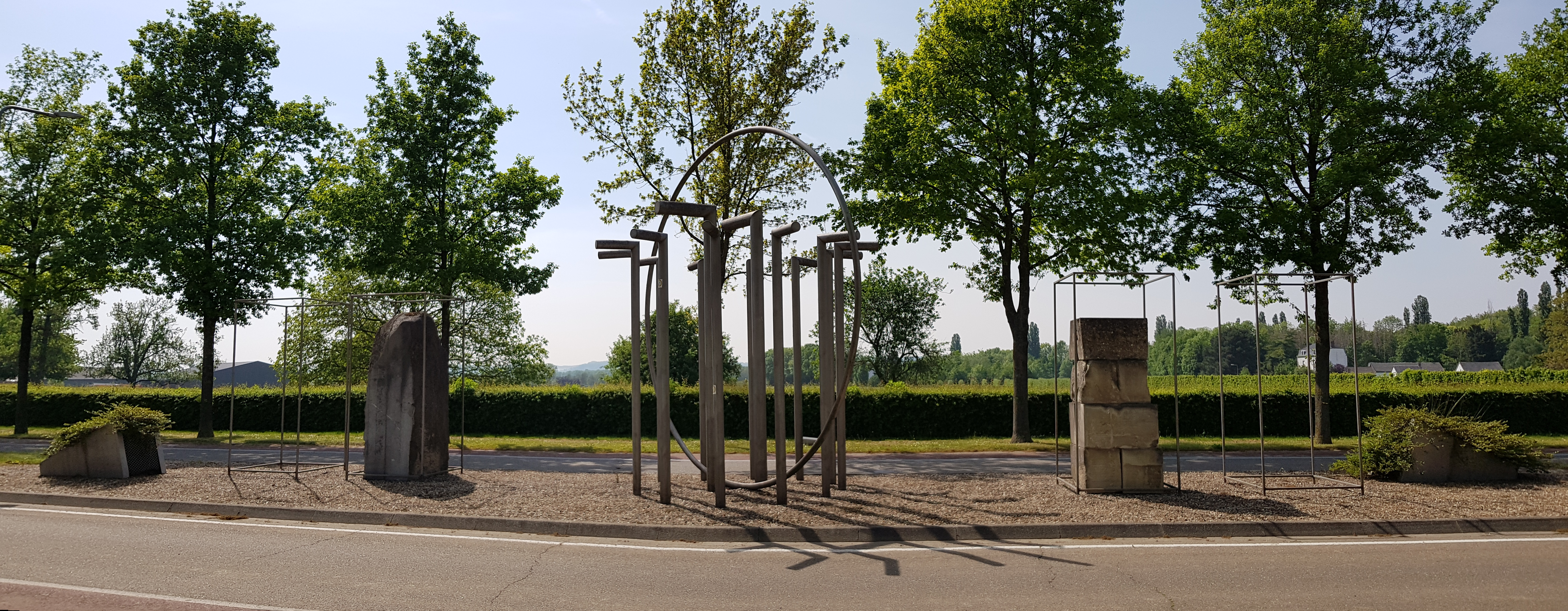
Monument voor een voormalige grensovergang
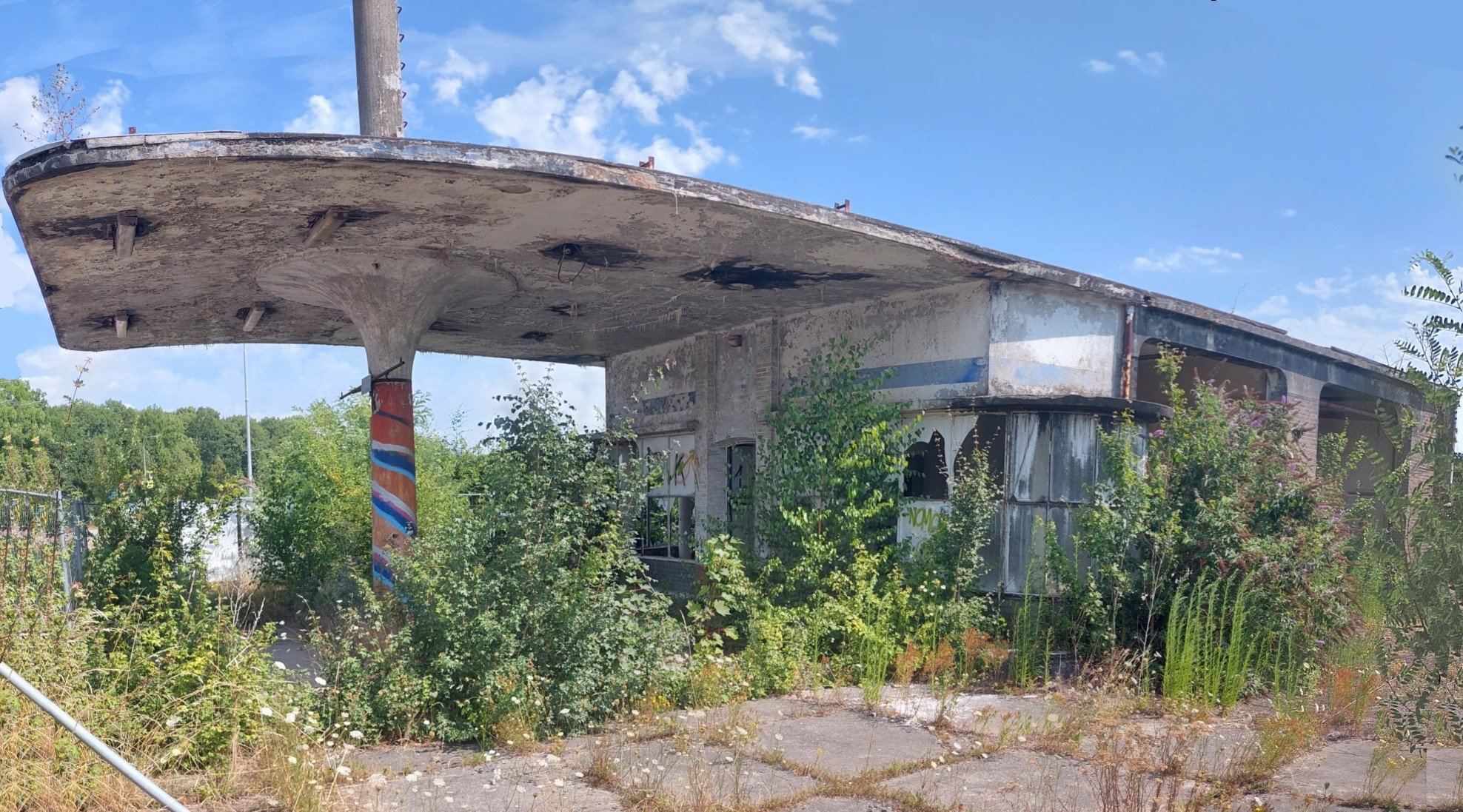
Vervallen tankstation Withuis

Dorpen: Banholt · Bemelen · Cadier en Keer · Eckelrade · Eijsden · Gronsveld · Margraten · Mariadorp · Mesch · Mheer · Noorbeek · Oost-Maarland · Rijckholt · Scheulder · Sint Geertruid

Gehuchten & Buurtschappen: Berg · Bergenhuizen · Breust · Bruisterbosch · Gasthuis · Groot Welsden · Herkenrade · Honthem · Hoogcruts · Hoog-Caestert · Klein Welsden · Laag-Caestert · Libeek · Moerslag · 't Rooth · Schey · Schilberg · Sint Antoniusbank · Terhorst · Terlinden · Termaar · Ulvend · Vroelen · Wesch · Withuis · Wolfshuis

Limburg: Steden en dorpen      Nederland: Provincies · Gemeenten